# John Revi Mathews
John Revi Mathews (Kerala, 18 dicembre 1952) è un teologo indiano, metropolita della Chiesa ortodossa siriaca del Malankara.
La Chiesa ortodossa siriaca del Malankara partecipa alla comunione dei Cristiani di San Tommaso, della quale Baselios Mar Thoma Mathews II fu primate dal 1975 al 2005.

La sede del suo primate attuale è a Kottayam, dove mons. Mathews è docente e curatore di una rivista teologica edita in lingua locale.

## Biografia
Conseguito il Bachelor of Arts all'Università del Kerala (a Thiruvananthapuram), ottenne il PhD alla Fordham University e collaborando con l'Università di New York, con una dissertazione dal titolo  Lo Spirito-Paraclito di Gesù nel Testamento, rispetto al Vangelo di Giovanni.
Fu consacrato vescovo nel 2010 assumendo il nome di Yuhanon Mar Demetrius. Monsignor Mathews è segretario della St.Thomas Orthodox Vaideeka Sangam, la fratellanza che raccoglie i sacerdoti della Chiesa ortodossa siriaca del Malankara,  e co-segretario della commissione congiunta della Chiesa Cattolica e della Chiesa ortodossa siriaca del Malankar, organismo per il dialogo interreligioso divenuto autocefalo nel 1975 per iniziativa del Catholicos Baselios Mar Thoma Mathews II.
Inoltre, è docente del Nuovo Testamento al Seminario Teologico Ortodosso di Kottayam ed editore di Purohithar, rivista a cura del Gruppo Teologico Ortodosso Tommasino locale.

## Opere
- Esposizione sul Vangelo di san Marco (in Lingua malayalam)
- John Mathews, The Ecumenical Ideal and the New Testament Reality, in National Council of Churches Review, vol. 114, n. 1-11, Nagpur, National Christian Council of India, 1994. URL consultato il 9 gennaio 2019 (archiviato il 9 gennaio 2019).